# Ameisenspringspinne
Die Ameisenspringspinne (Myrmarachne formicaria), auch Großkiefer-Ameisenspringer genannt, ist eine Webspinne aus der Familie der Springspinnen (Salticidae).
Die Arachnologische Gesellschaft kürte die Ameisenspringspinne zur Spinne des Jahres 2019.

## Merkmale
Die 5 bis 6,5 Millimeter lange Spinne hat ihren Namen von ihrer verhältnismäßig großen Ähnlichkeit zu einer Ameise. Unter anderem durch die spinnentypischen acht Beine und ihren in nur zwei Segmente (Vorderkörper und Hinterkörper) geteilten Körper unterscheidet sie sich jedoch von Ameisen. Der langgestreckte, schlanke Körper ist durch eine Verschmälerung zu einer Art Stiel zwischen den beiden Segmenten gekennzeichnet ("Wespentaille"). Zu den Merkmalen gehört weiters, dass der Vorderkörper (Prosoma) nach der letzten Augenreihe abrupt an Höhe verliert und dann auch nicht mehr schwarz, sondern rotbraun ist. Dies täuscht eine Unterteilung in die insekten- und somit ameisentypischen drei Segmente (Kopf, Thorax und Abdomen) vor. Der Hinterkörper ist in der vorderen Hälfte braun, in der hinteren Hälfte schwarz gefärbt. Die Ameisenspringspinne läuft nur auf drei Beinpaaren, das vorderste Beinpaar wird fühlerartig in die Luft gehoben. Bei den Weibchen sind die Endglieder des Pedipalpus zusätzlich dreieckig und abgeflacht, womit der Kiefer einer Ameise vorgetäuscht wird, beim Männchen sind die Pedipalpen jedoch normal gebaut. Zum Sexualdimorphismus gehört auch der Bau der Cheliceren: Bei den Weibchen sind sie schwarz, nach vorne gerichtet, abgeplattet, durch einen metallischen Glanz gekennzeichnet, gebogen, in der Mitte gezähnt und extrem vergrößert. Die Cheliceren der Männchen werden länger als der vordere, höhere Teil des Vorderkörpers und fast so lang wie der gesamte Oberkörper.

## Vorkommen
Die vor allem in Mitteleuropa, speziell in den südlichen Teilen heimische Art lebt in einer großen Bandbreite von Habitaten; sie reichen von feuchten Ufern, Feuchtwiesen und Obstgärten bis hin zu Trockenrasen und Lößwänden. Die bevorzugten Aufenthaltsorte sind sonnige Grashänge. Nach Osten ist sie über Sibirien bis nach China und Japan verbreitet.

## Lebensweise

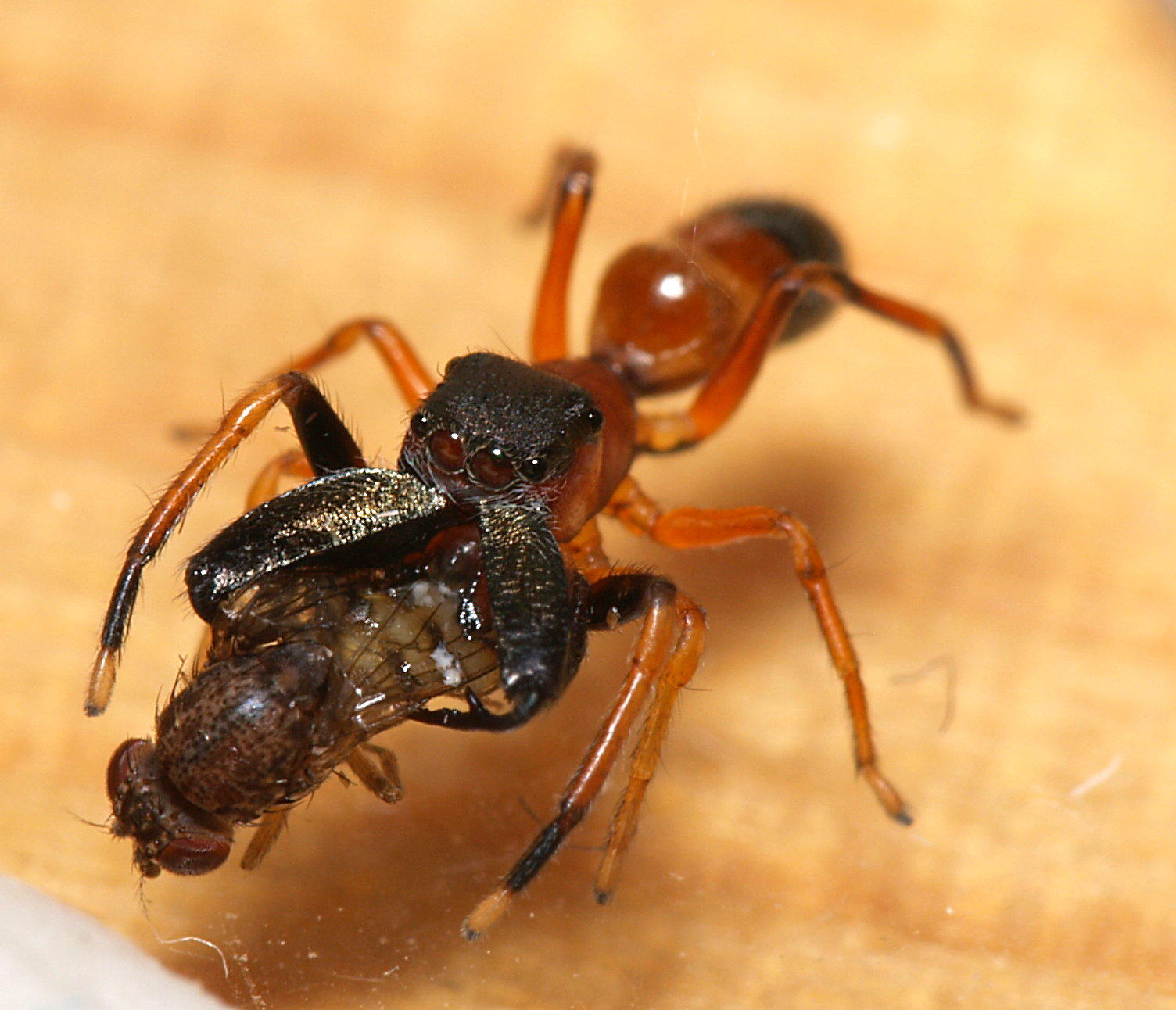
Männliche Spinne mit Beute

Reife Tiere sind ganzjährig zu finden. Die Männchen klappen ihre riesigen Chelizeren nicht nach unten, sondern nach innen. Sie verwenden sie für Kommentkämpfe (ritualisierte Kämpfe, bei denen durch die eigentlichen Kampfhandlungen kein Kampfteilnehmer Schaden nimmt) mit anderen Männchen und für die Balz. Jede weibliche Spinne legt nur zwei bis drei Eier. Wie alle Springspinnen ernährt sich die Ameisenspringspinne von kleinen Tieren, die sie im Sprung überwältigt. Bei ungünstiger Witterung verkriechen sich die Ameisenspinnen in ein mit Gespinst ausgekleidetes zusammengerolltes Blatt. Die ausgewachsenen Tiere überwintern oft in Schneckengehäusen, nicht selten mehrere in einem. Man vermutet, dass die Gehäuse auch im Sommer als Unterschlupf genutzt werden.
Das Nachahmen von Ameisen (Mimikry) schützt sie vor Fressfeinden, da nur wenige spezialisierte Jäger Ameisen primär als Nahrungsquelle nutzen. Sie leben sogar oft mit Ameisen zusammen. Wahrscheinlich erhöht die Mimikry die Überlebenschancen stark, denn die Fortpflanzungsrate der Tiere ist eher gering.